# Philibert Papillon
Philibert Papillon (1º maggio 1666 – Digione, 23 febbraio 1738) è stato un abate e letterato francese, suo padre Philippe fu avvocato del Parlamento.

## Biografia
Fu canonico della Chapelle au-Riche di Digione. Si dedicò anche alla critica,alla storia e all'architettura e nel 1722 fece un viaggio a Vézelay, presso la Basilica di Vézelay.
La sua principale opera, oltre alle Memorie, è la Bibliothèque des auteurs de Bourgogne, fatta stampare a Digione nel 1742, dal suo amico Joly, canonico della Chapelle au -Riche.